# Quai Turckheim
Le quai Turckheim (en alsacien : Türckheimer Stade) est un quai de Strasbourg situé en bordure du canal du Faux-Rempart, un bras de l'Ill canalisé, à l'ouest de la Grande Île. À l'angle du quai de la Bruche, il s'oriente légèrement vers le nord-ouest et reçoit la rue Adolphe-Seyboth à la hauteur de la tour du Bourreau, l'une des tours fortifiées jalonnant les Ponts couverts. Puis, après le pont de l'Abattoir, la section la plus récente (1833) du quai remonte en droite ligne jusqu'au pont National, à l'intersection du no 2 de la Grand'Rue, avant de se prolonger par le quai Desaix.

## Histoire et toponymie

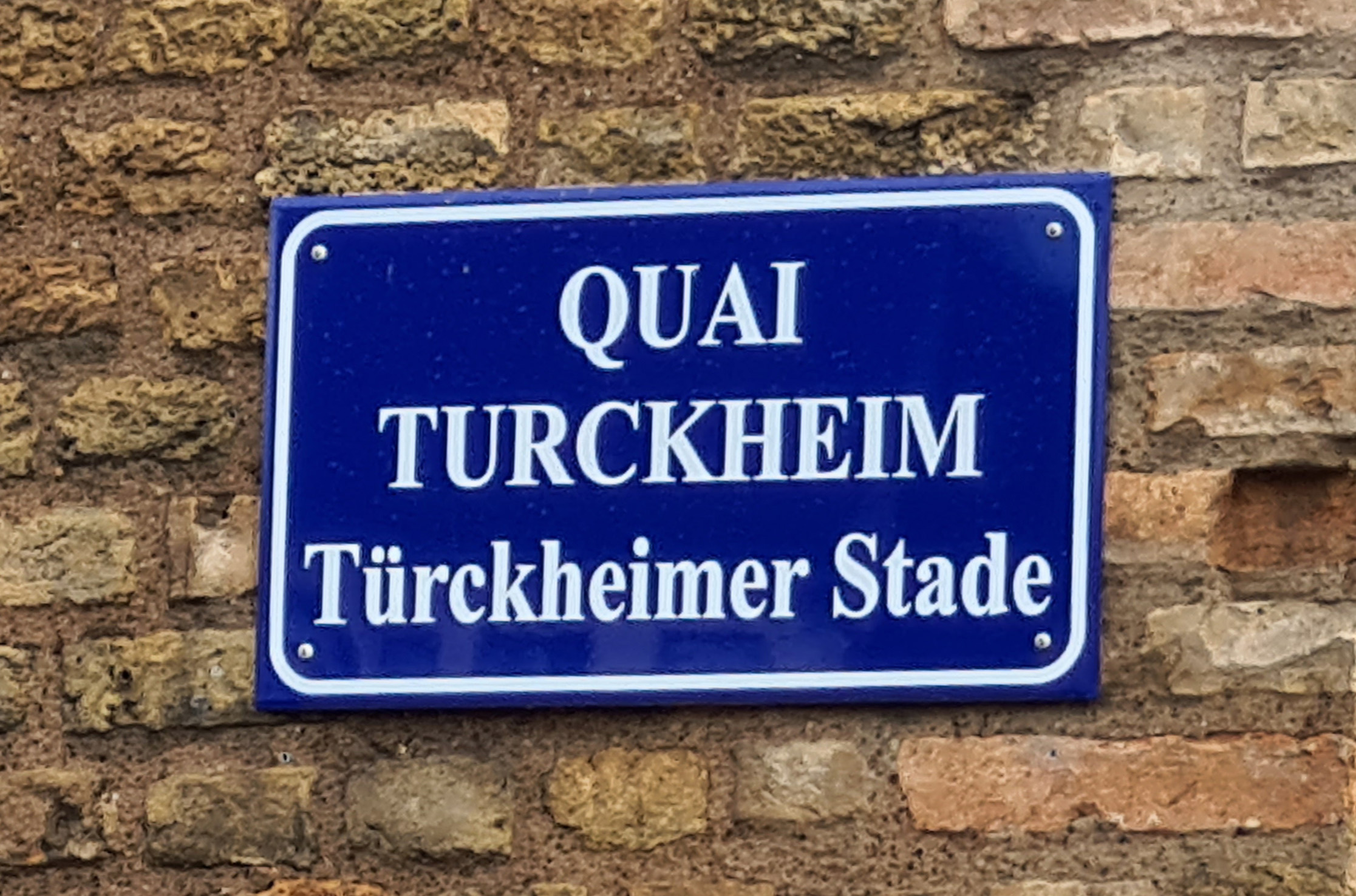
Plaque bilingue apposée sur la tour`du Bourreau, en français et en alsacien.

Le quai ne trouve son identité actuelle qu'au milieu du XIXe siècle. Auparavant plusieurs dénominations se succèdent, en allemand ou en français. Elles désignent davantage un quartier, une localisation au sens large : Bei den bedeckten Brücken (1300), Uf dem Grien in Bierergasse (1341), Kriegesgasse (XIVe-XVe siècle), Sanderstaden (1428), Am wüsten Graben (1523), Près du Pont Couvert (XVIIIe siècle), Quai de la Bruche (1839), Quai du Péage de la Bruche (1845).
Selon Adolphe Seyboth, ce quartier insalubre avait très mauvaise réputation au XVe siècle. Les maisons situées derrière les numéros impairs de l'ancienne rue de la Fontaine (devenue rue Adolphe-Seyboth) baignaient dans les eaux stagnantes du canal, remplies d'immondices et de débris de toute sorte. 

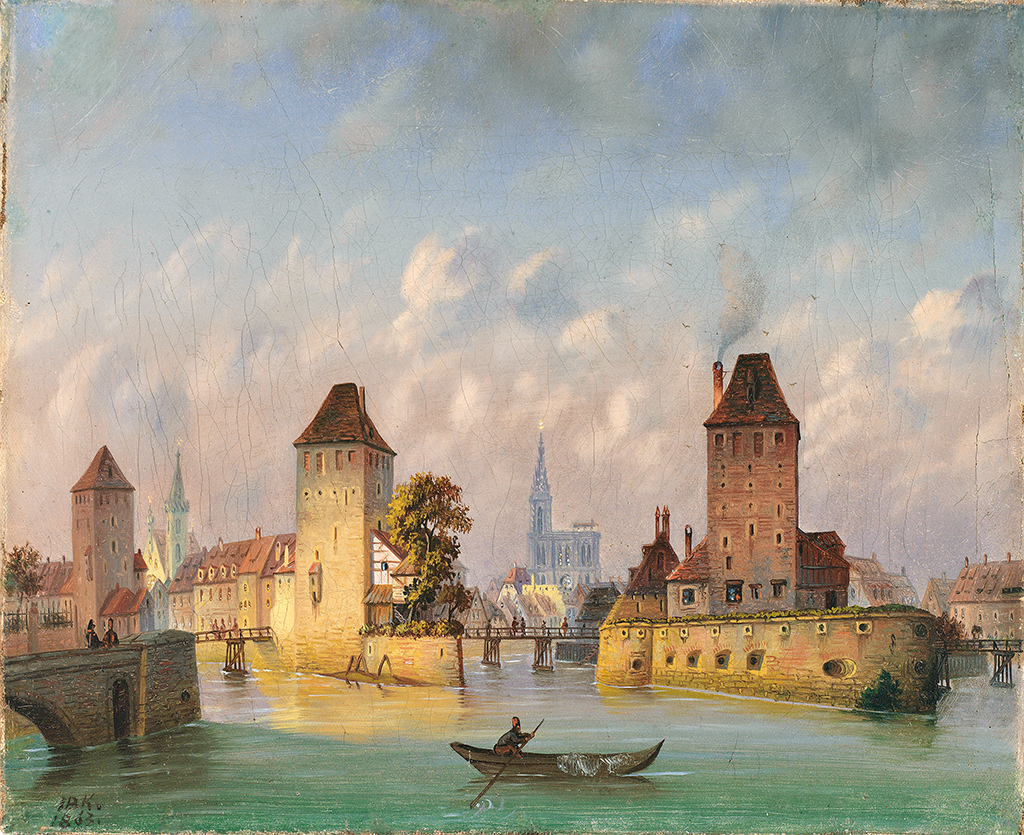
L'extrémité du quai en 1863 (J.-B. Kreitmayer).

À partir de 1833, sous l'administration de Jean-Frédéric de Turckheim, maire de Strasbourg de  1830 à 1835, on aménage la section comprise entre le pont du faubourg Blanc (pont National) et la première tour des Ponts couverts. Un ancien pont pourvu d'un pont-levis est remplacé par le pont de l'Abattoir, lui-même reconstruit en 1858. La deuxième des cinq tours (Almosenturm ou  Malzenturm), qui se trouvait à l'extrémité sud, est incendiée, puis rasée en 1869.
Le nom du quai changera encore à l'occasion des conflits franco-allemands : quai Turckheim (1858, 1918), Turckheimstaden (1872, 1940), puis, à nouveau, quai Turckheim à partir de 1945.
Des plaques de rues bilingues, à la fois en français et en alsacien, ont été mises en place par la municipalité à partir de 1995. C'est le cas du Türckheimer Stade.

## Bâtiments remarquables

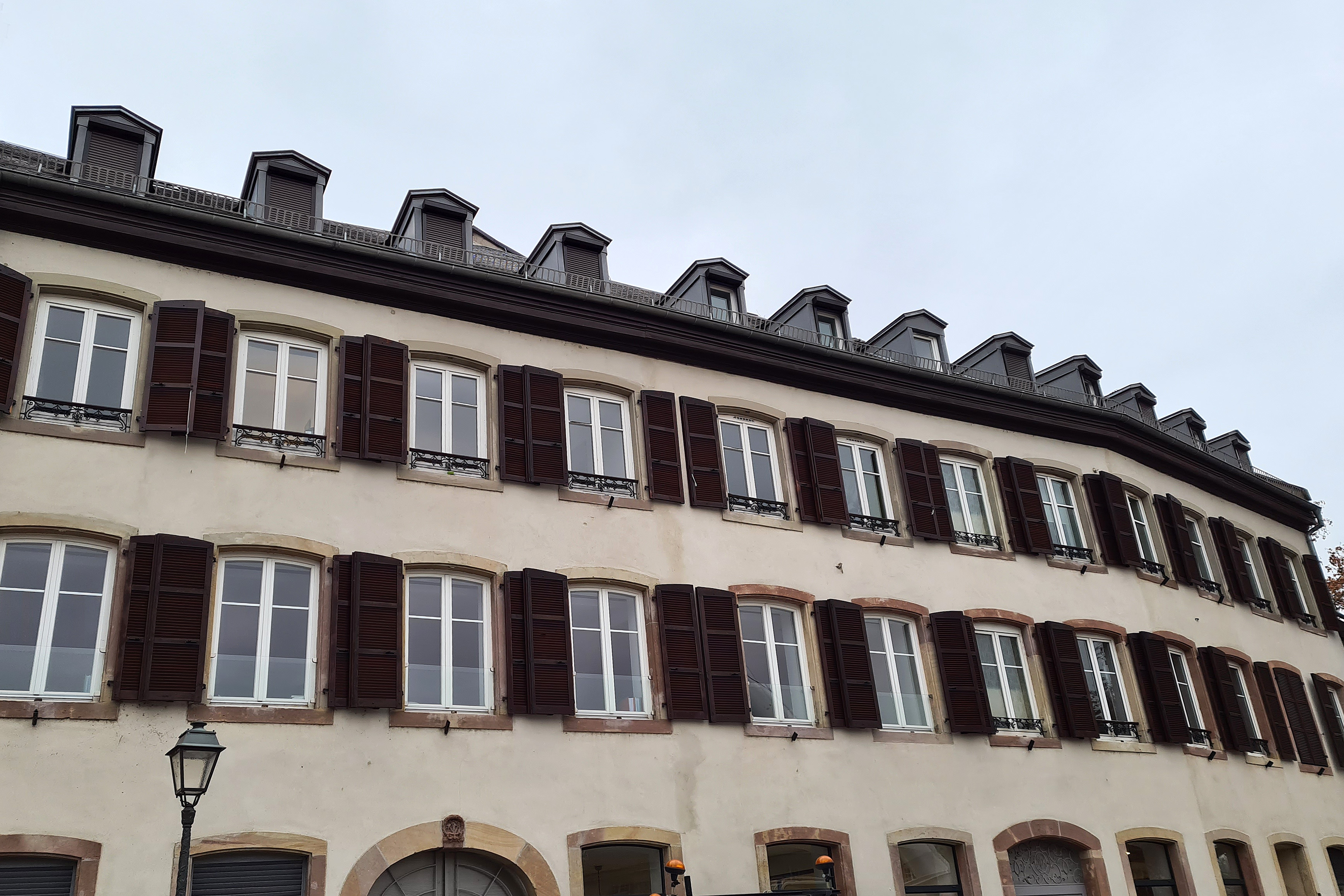
no 1 : large immeuble à douze travées de fenêtres.
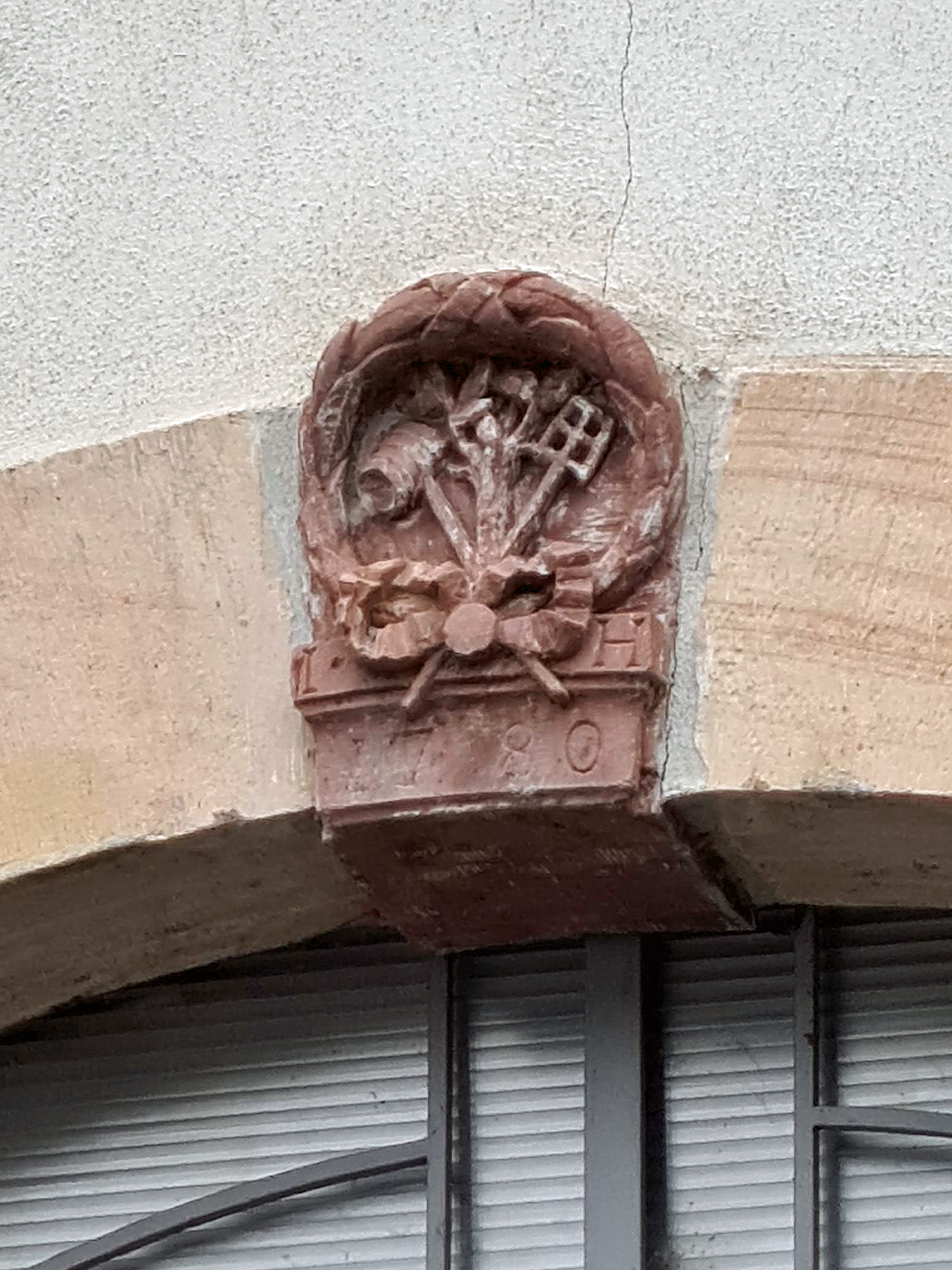
no 1 : clé de cintre 1780.
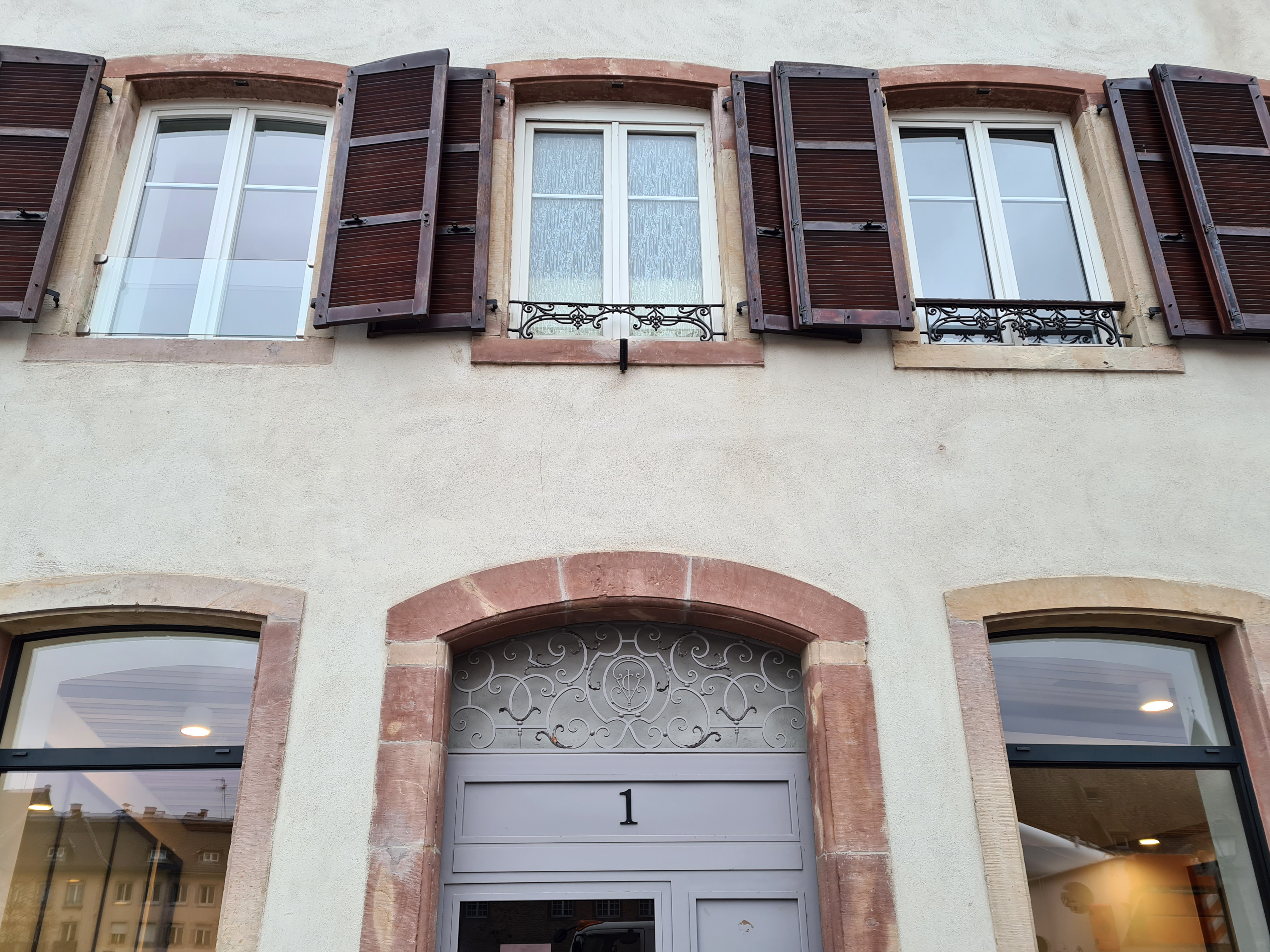
no 1 : grille à monogramme.
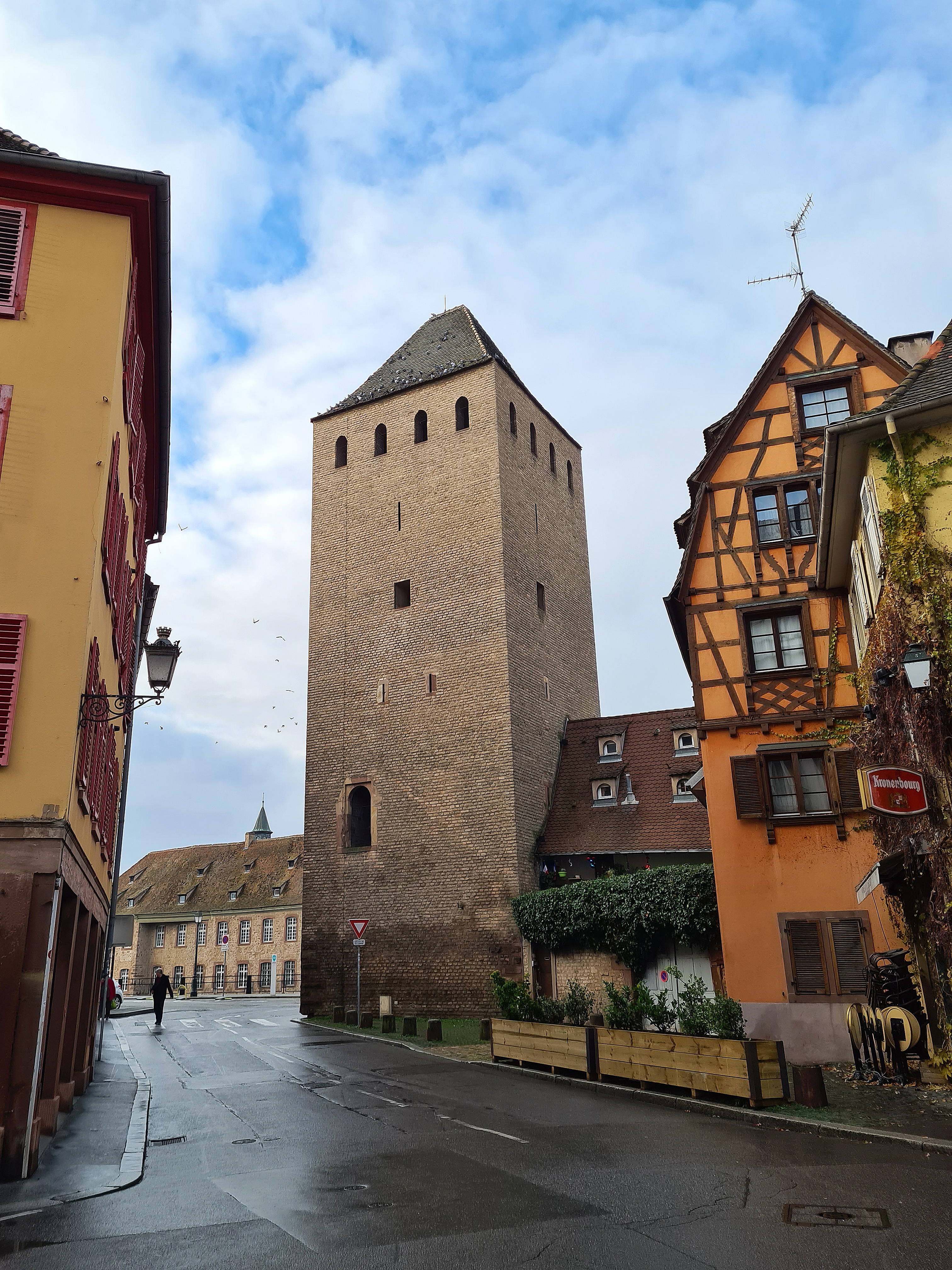
Débouché de la rue Adolphe-Seyboth.
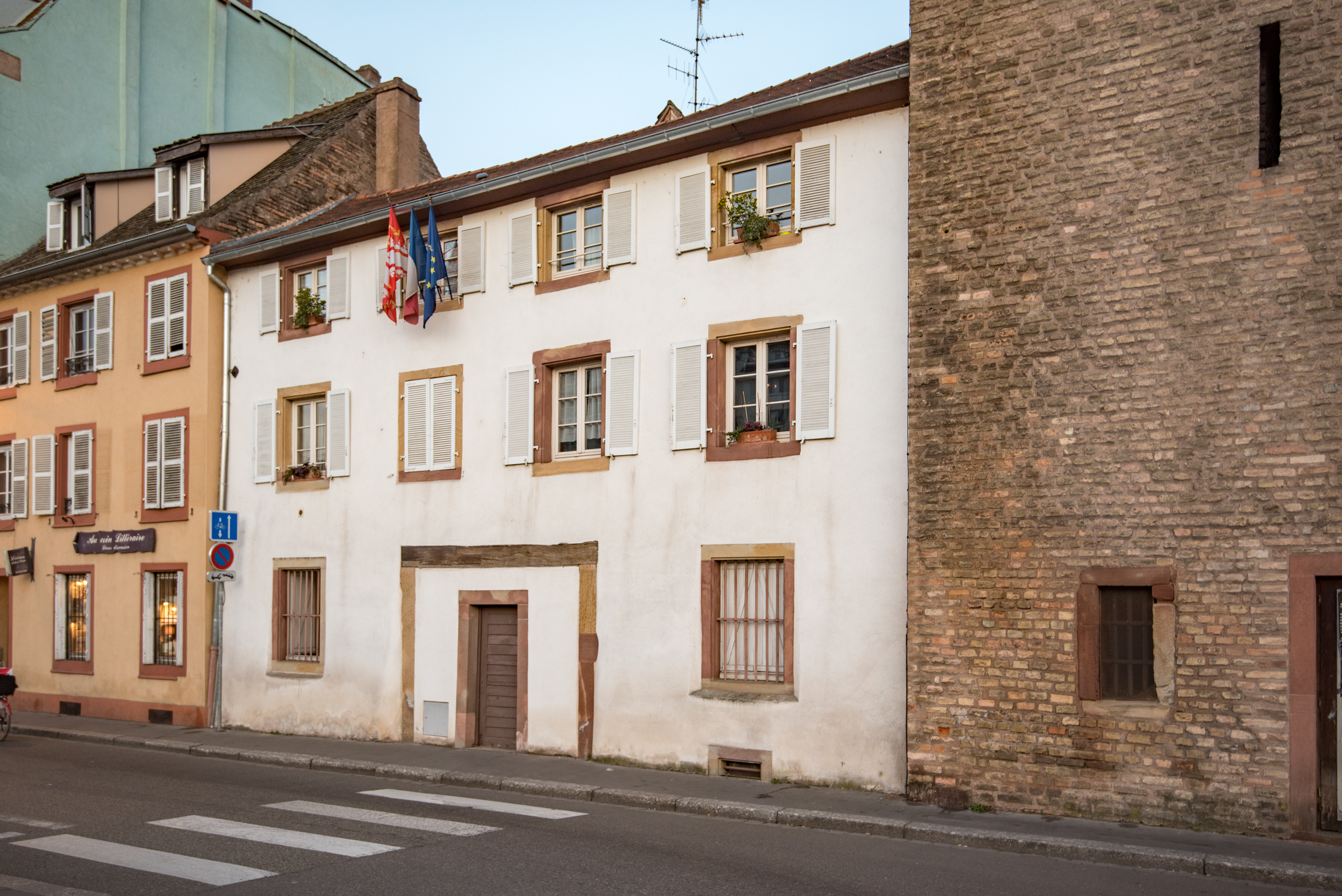
no 3.
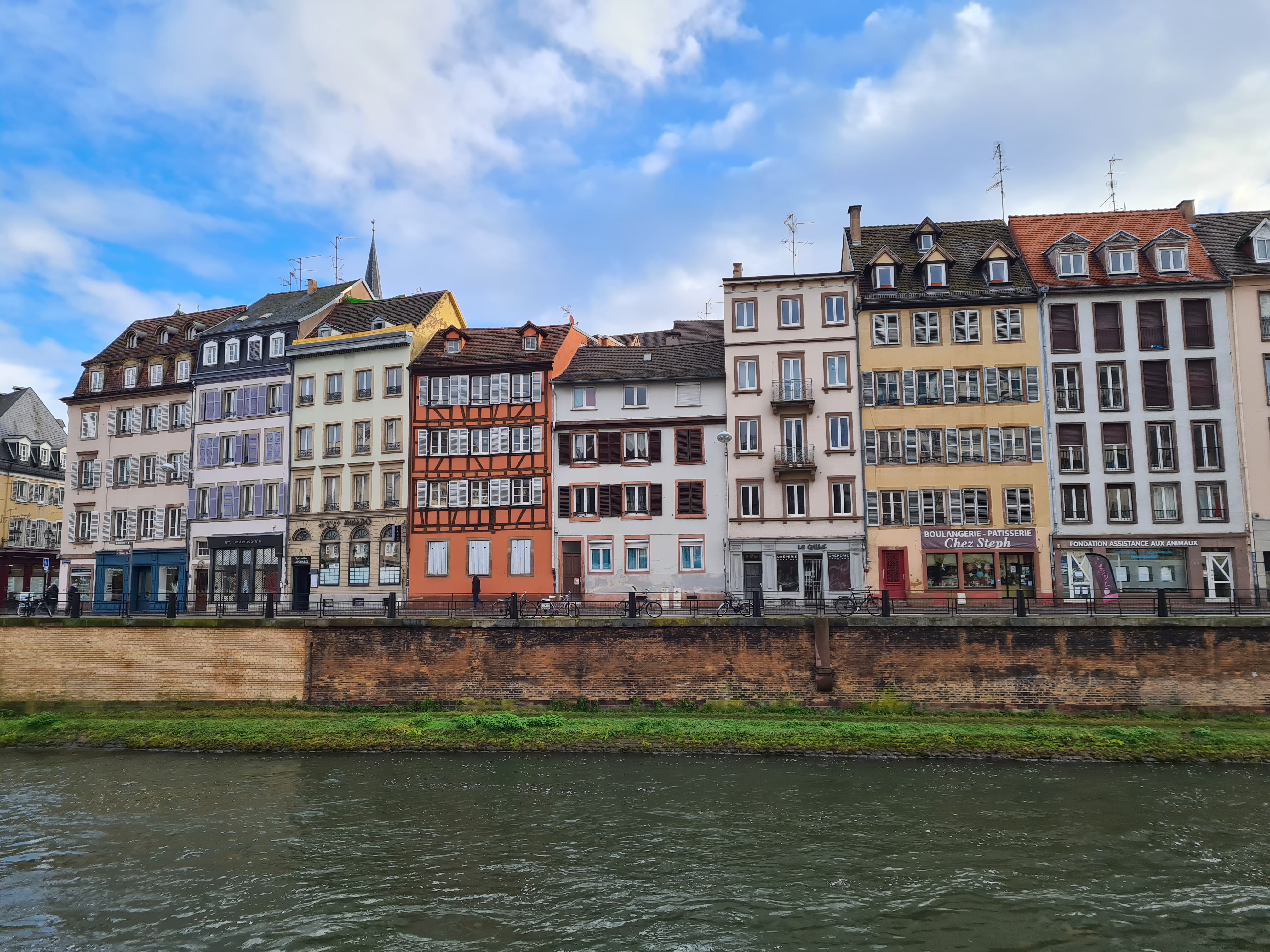
Du no 9 (à droite) jusqu'au bout du quai.
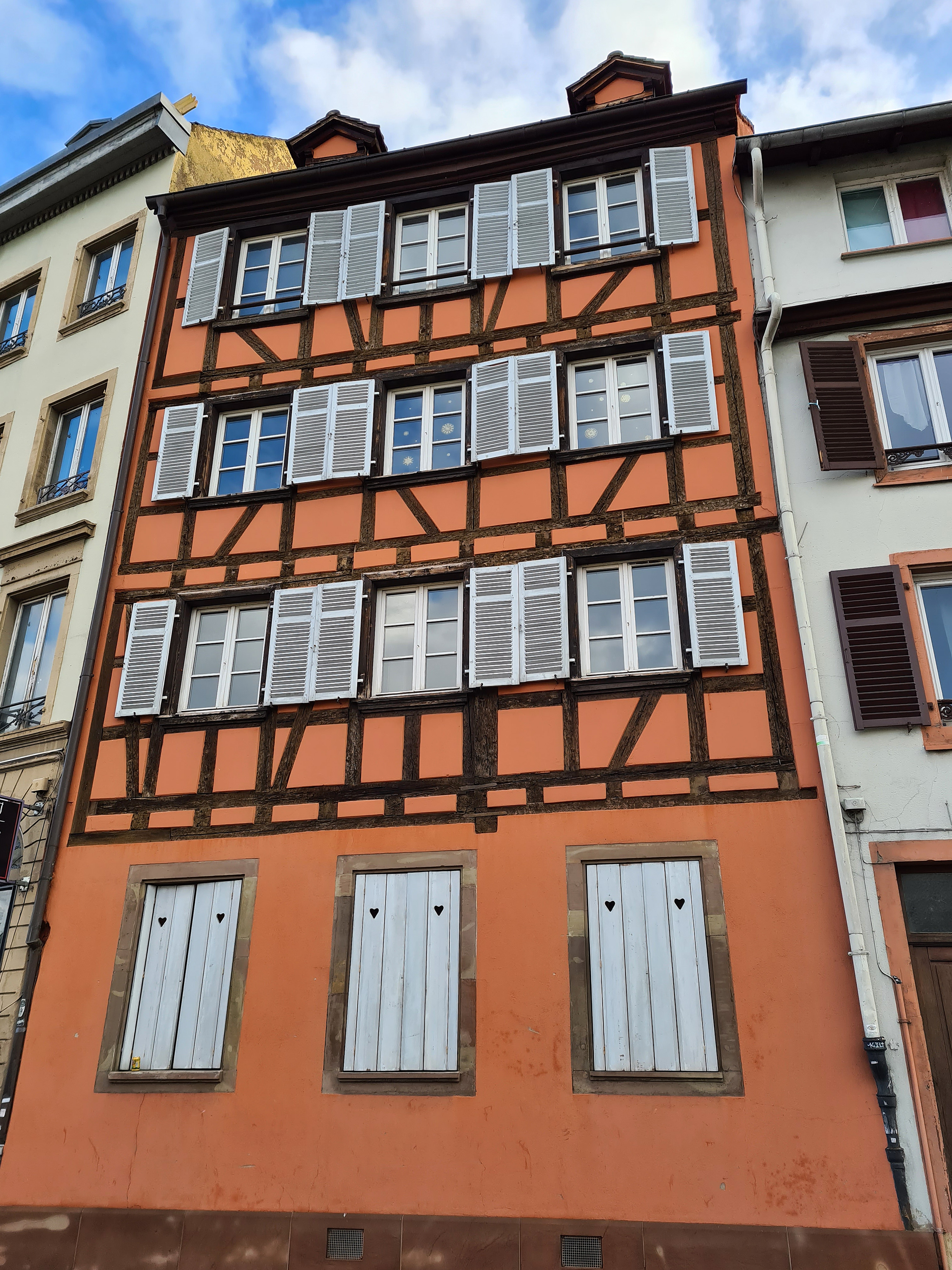
no 10bis.
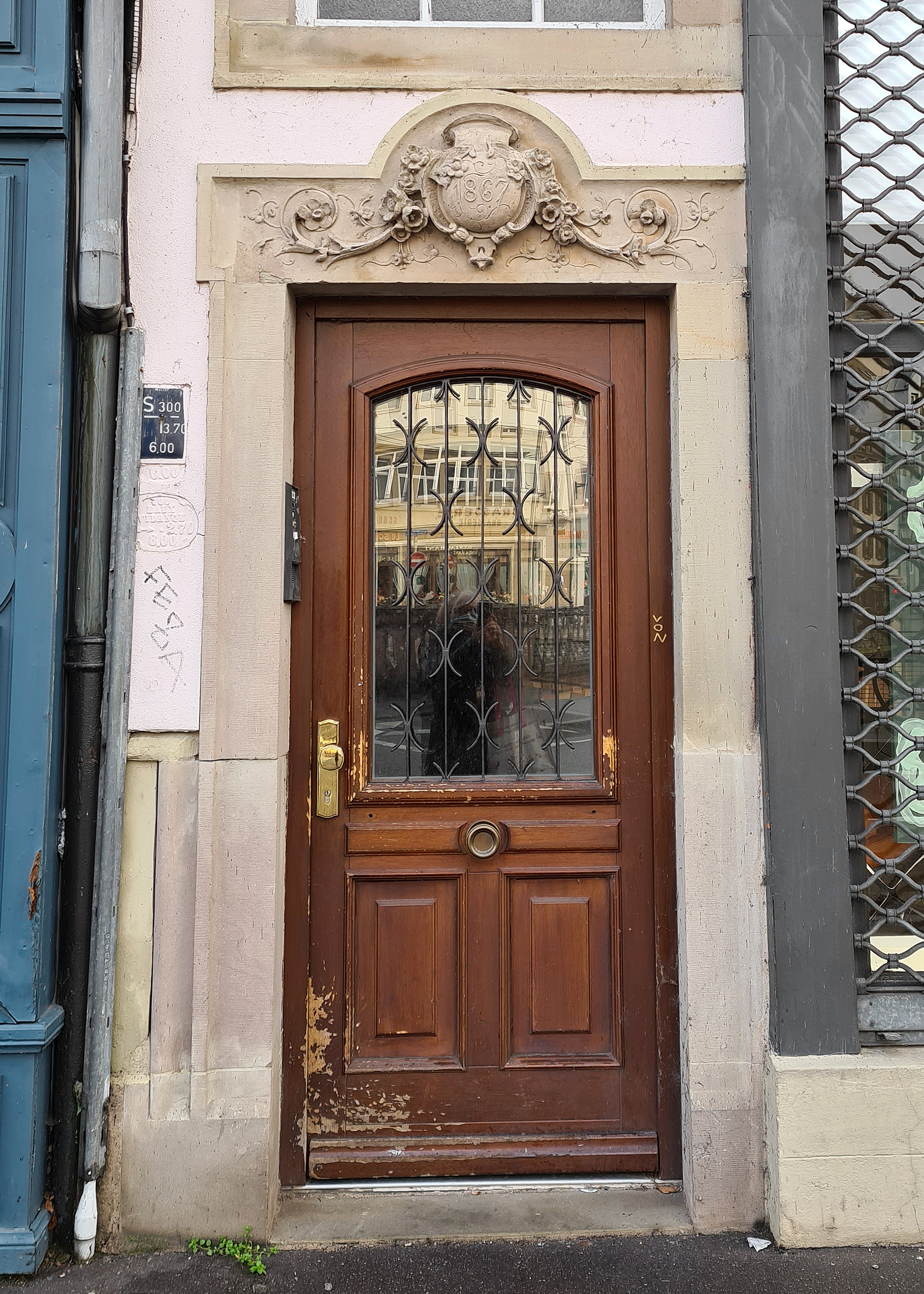
Porte au no 11bis.
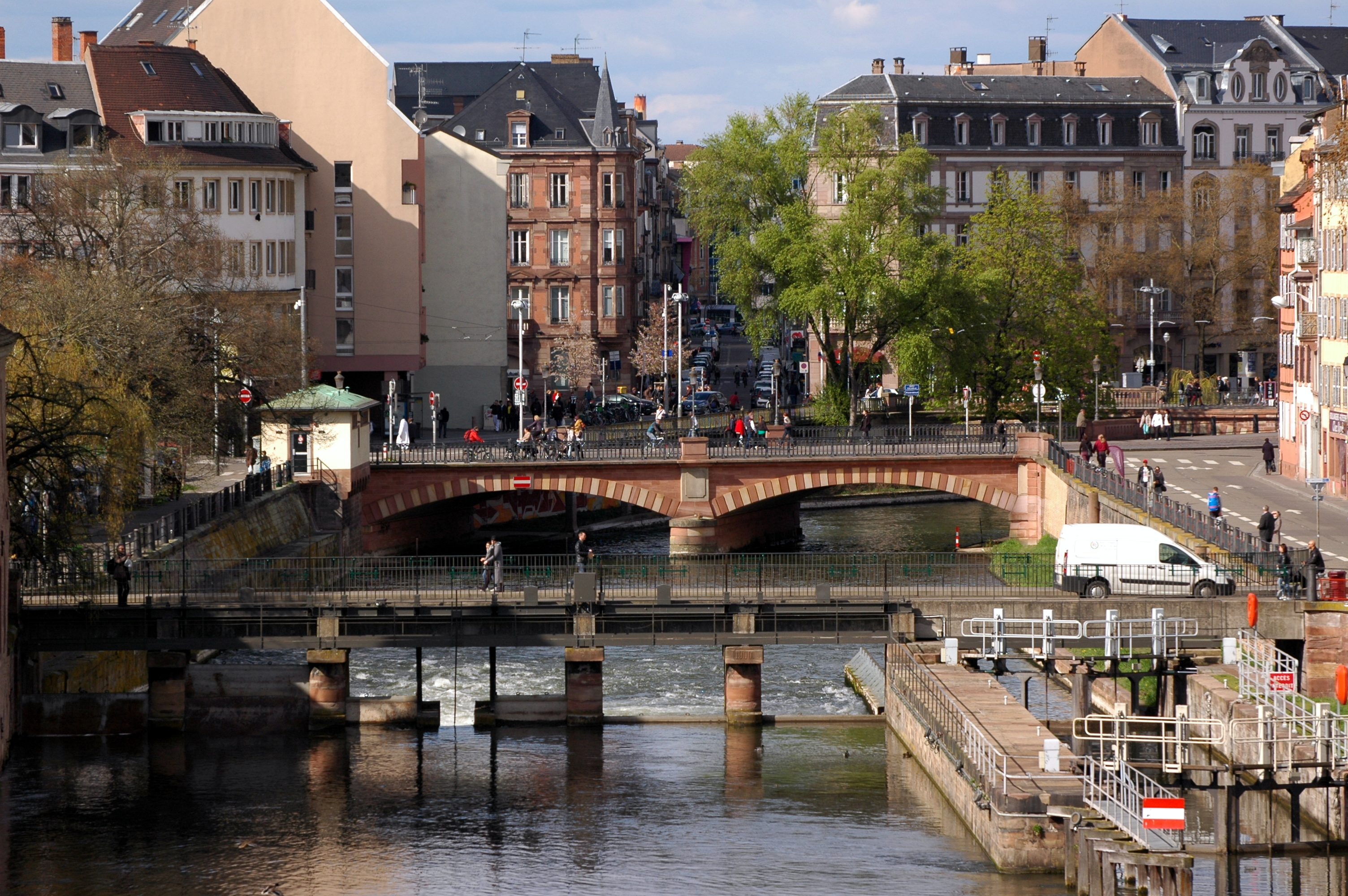
Pont de l'Abattoir et pont National.